# (2413) van de Hulst
(2413) van de Hulst es un asteroide perteneciente al cinturón de asteroides, descubierto el 24 de septiembre de 1960 por Cornelis Johannes van Houten en conjunto a su esposa también astrónoma Ingrid van Houten-Groeneveld y el astrónomo  Tom Gehrels desde el Observatorio del Monte Palomar, Estados Unidos.

## Designación y nombre
Designado provisionalmente como 6816 P-L. Fue nombrado van de Hulst en honor al astrónomo holandés Hendrik Christoffel Van de Hulst.